# Андриё, Клеман-Огюст
Клеман-Огюст Андриё (7 декабря 1829, Париж — 16 мая 1880, Самуа-Сюр-Сен) — французский и бельгийский художник.

## Биография
Уроженец Парижа, Андриё обучался в Льежской академии с 1862 по 1866 год. С 1867 года учился в Париже у Вильяма Бугро, видного представителя французского академизма.
Тем не менее большое влияние на творческую манеру Андриё оказали также такие далёкие от академизма художники, как Густав Курбе и Каролюс-Дюран. С 1868 по 1877 Андриё почти 10 лет прожил в Риме, однако в годы Франко-Прусской войны сотрудничал как художник-иллюстратор с французским журналом «Le Monde», создавая работы на патриотические темы.
В 1877 году Андриё основал в Риме бельгийские художественные мастерские, поддерживал бельгийских художников, прибывавших в Рим. Писал батальные сцены, пейзажи, жанровые сцены.
Некоторые из работ Андриё сегодня хранятся в музеях Брюсселя, Льежа, Вервье и Турне.

## Галерея

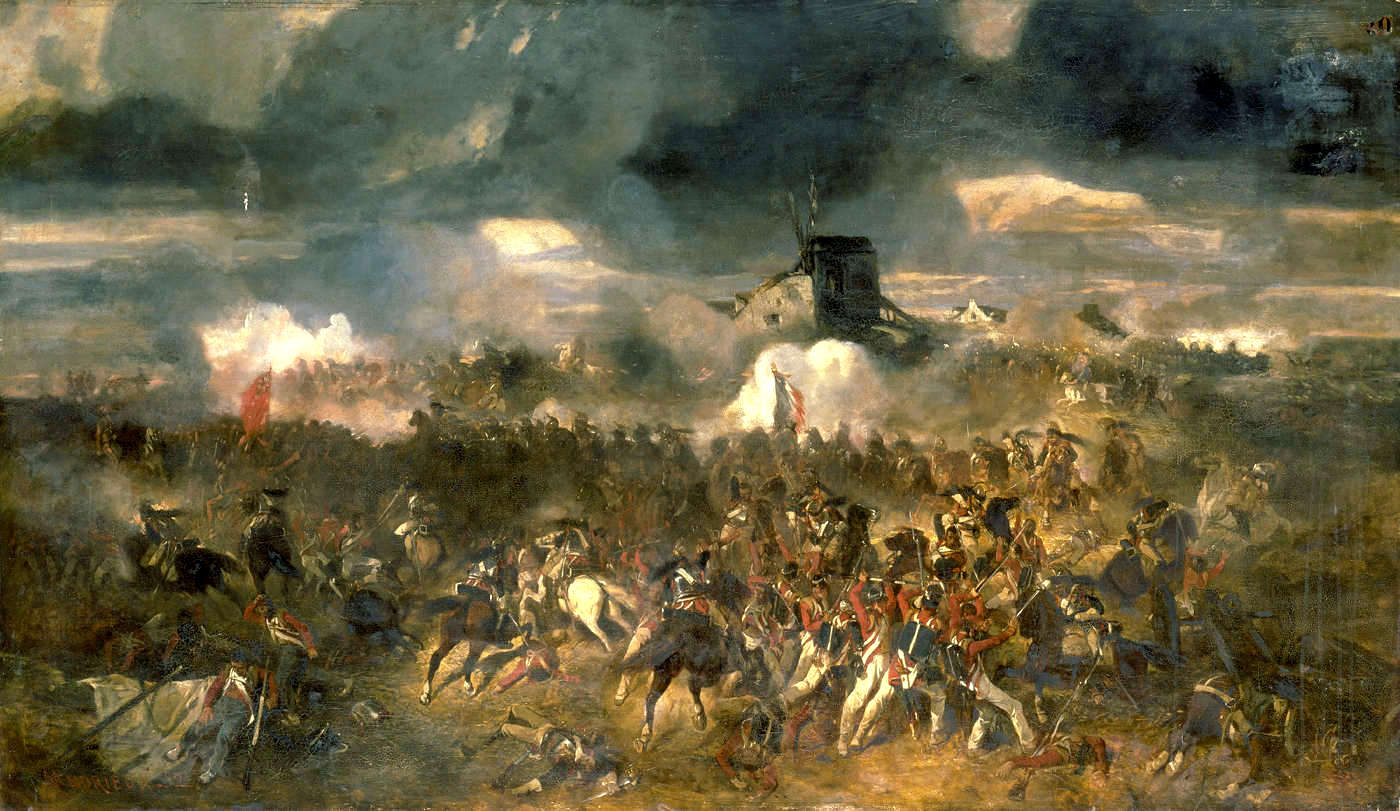
Битва при Ватерлоо.
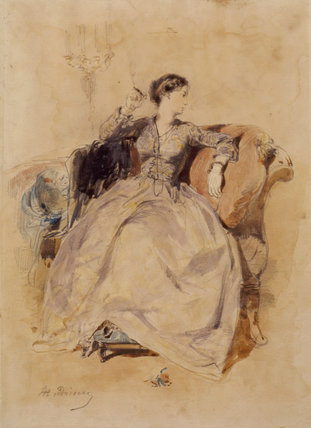
Курящая девушка.
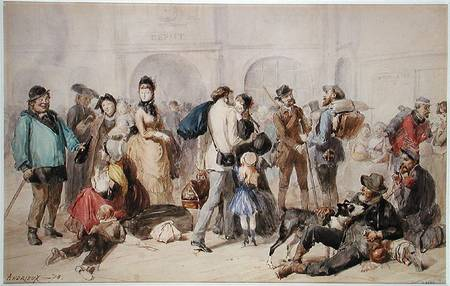
Зал Лионского вокзала, Париж.
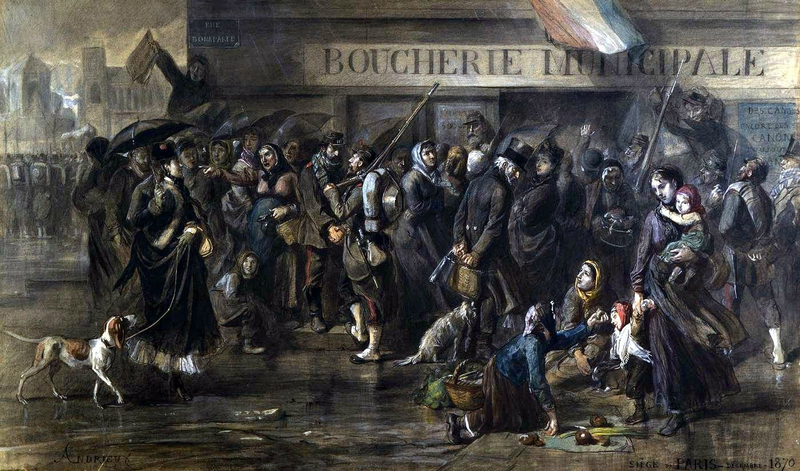
Осада Парижа в 1870 году. Очередь перед мясной лавкой.